# わたりどり
「わたりどり」は、阪田寛夫作詞、湯浅譲二作曲の歌。

## 概要
1973年12月 - 1974年1月、NHKの『みんなのうた』で紹介された。空を行く渡り鳥を見て苦しみや勇気などを感じ、やがて自分も渡り鳥の様に旅立つだろうという気持ちを歌った歌。歌はチェリッシュだが、チェリッシュの『みんなのうた』出演は本曲が初であった。映像はスチール実写。
1975年2月 - 3月に再放送されたきりだったが（1970年代後半の『特集みんなのうた』では、OPで一部が放映されたことがあった）、2012年2月 - 3月にラジオのみで37年ぶりの再放送となった。